# Ледковский, Борис Михайлович
Бори́с Миха́йлович Ледко́вский (26 апреля (9 мая) 1894, Аграфеновка, Область Войска Донского — 6 августа 1975, Фрипорт, штат Нью-Йорк) — композитор духовно-музыкальных сочинений российского зарубежья, православный регент.

## Биография
Родился в семье священника, с 14 лет управлял церковным хором. Обучался в Новочеркасском духовном училище, в реальном училище в Ростове-на Дону и Московской консерватории.
Служил в частях генерала Врангеля и вместе с его армией выехал из России. В эмиграции в Болгарии, затем в Германии. До 1945 года служил регентом хора русской православной церкви в Берлине, настоятелем которой был архимандрит Иоанн (Шаховской). После Второй мировой войны переехал в США. С 1952 года — регент Синодального Знаменского собора в Нью-Йорке и преподаватель церковного пения Свято-Владимирской семинарии.
Б. М. Ледковский — весьма плодовитый композитор, духовно-музыкальные произведения которого отличаются «большой слитностью музыки и текста, литургического момента» (И. А. Гарднер). В типографии преподобного Иова Почаевского в Джорданвилле опубликована 1-я часть «Обихода» (Всенощное бдение) под редакцией Ледковского и три сборника.
Похоронен на кладбище Свято-Троицкого монастыря в г. Джорданвилль (США) у самой стены кладбищенской Успенской церкви.

## Сочинения
- Сборник духовно-музыкальных сочинений Б. М. Ледковского. — Мюнхен, 1979.